# Altes Rathaus (Hendungen)

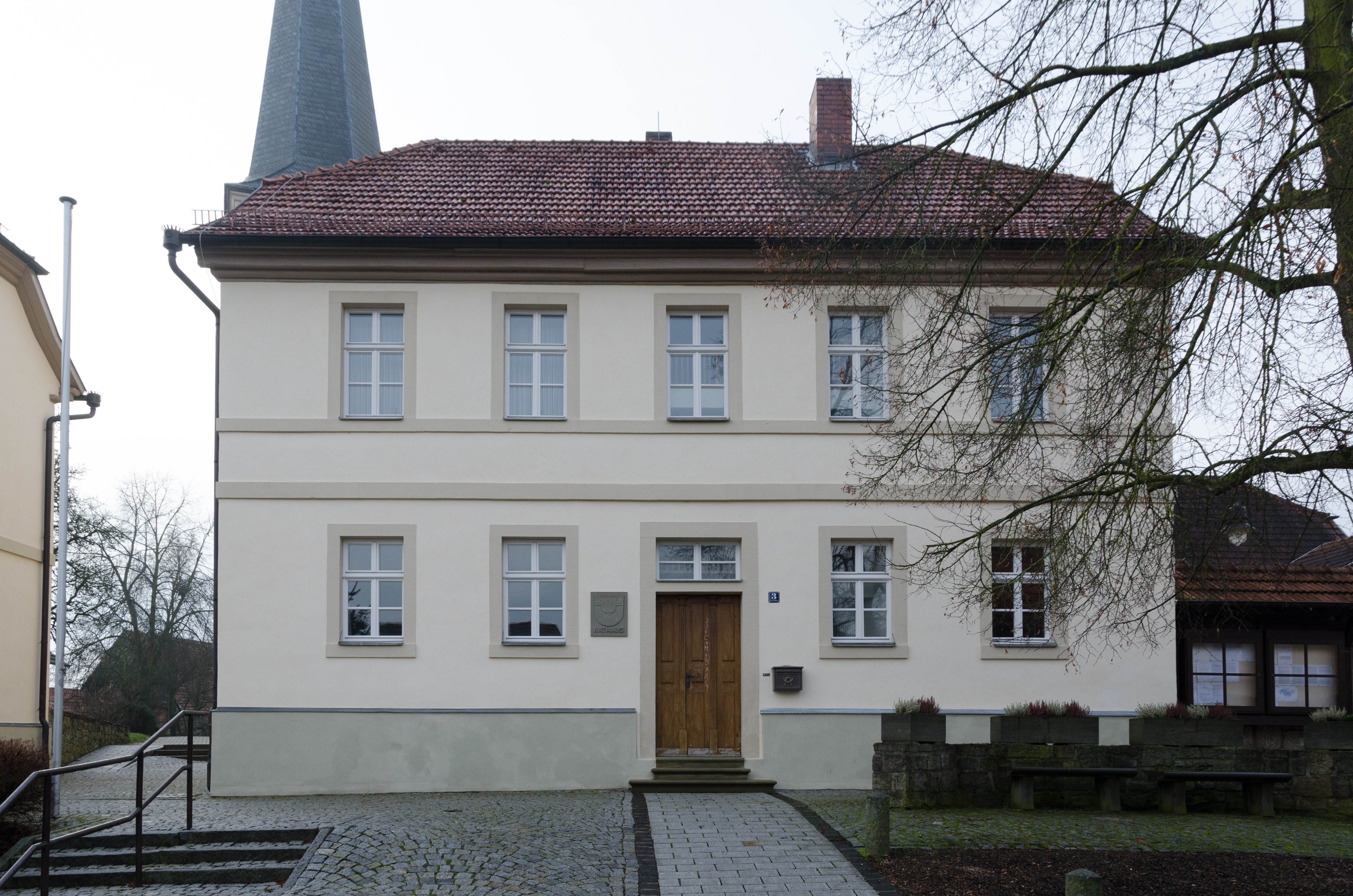
Altes Rathaus in Hendungen

Das Alte Rathaus in Hendungen, einer Gemeinde im unterfränkischen Landkreis Rhön-Grabfeld in Bayern, wurde in der ersten Hälfte des 19. Jahrhunderts errichtet. Das Rathaus mit der Adresse Am Kirchplatz 3 ist ein geschütztes Baudenkmal. 
Der zweigeschossige traufständige Halbwalmdachbau mit Sandsteingewänden hat zwei zu vier Fensterachsen. Über dem Portal ist ein vierteiliges Oberlicht.
Neben der Tür ist das Wappen der Gemeinde angebracht.